# Арборя
Арборя (рум. Arborea) — село у повіті Ботошані в Румунії. Входить до складу комуни Джордже-Енеску.
Село розташоване на відстані 403 км на північ від Бухареста, 35 км на північ від Ботошань, 127 км на північний захід від Ясс.

## Населення
За даними перепису населення 2002 року у селі проживали 593 особи, усі — румуни. Усі жителі села рідною мовою назвали румунську.